# میرا (ویرجینیای غربی)
میرا (به انگلیسی: Myra) یک منطقهٔ مسکونی در ایالات متحده آمریکا است که در شهرستان لینکلن، ویرجینیای غربی واقع شده‌است. میرا ۲۰۲٫۰۸ متر بالاتر از سطح دریا واقع شده‌است.